# Fernando Meneses
Fernando Andrés Meneses Cornejo (Lontué, 27 settembre 1985) è un calciatore cileno, centrocampista del Lautaro de Buin.